# 森田親三
森田 親三（もりた ちかぞう、1893年（明治26年）3月25日 - 1985年（昭和60年）4月25日）は、日本の陸軍軍人。最終階級は陸軍主計中将。

## 経歴
埼玉県出身。森田弥之治の二男として生まれる。熊谷中学校（現埼玉県立熊谷高等学校）卒業を経て、1915年（大正4年）5月、陸軍経理学校（9期）を優等で卒業し見習主計となる。同年12月、三等主計に任官し歩兵第3連隊付となる。1918年（大正7年）2月、第1師団経理部員に就任し、1919年（大正8年）4月、二等主計に昇進。1920年（大正9年）6月から1921年（大正10年）5月まで、経理学校高等科で学び、さらに、1921年5月から1922年（大正11年）5月まで員外学生として学んだ。1922年（大正11年）8月、東京経理部員に就任し、1923年（大正12年）8月、一等主計に進み陸軍省経理局建築課員となる。同主計課員を経て、1930年（昭和5年）8月、三等主計正に進級し支那駐屯軍司令部付となった。
1932年（昭和7年）4月、経理局主計課員に就任し、1934年（昭和9年）8月、二等主計正に昇進。1937年（昭和12年）8月、関東軍倉庫付となり満州に赴任し、同年11月、主計大佐に進んだ。1938年（昭和13年）5月、経理局建築課長に発令されて帰国。同局主計課長を経て、1941年（昭和16年）3月、主計少将に進級し第13軍経理部長に発令され日中戦争に出征した。
1942年（昭和17年）11月、第8方面軍経理部長に発令され太平洋戦争に出征。1944年（昭和19年）6月、主計中将に昇進。1945年（昭和20年）2月、大本営付となり帰国し、同年4月、経理学校長に就任。同年7月、経理局長に転じて終戦を迎えた。同年12月、予備役に編入された。
1945年12月、第一復員省経理局長に就任し、1946年（昭和21年）6月、復員庁技術整理部長に転じ、同年12月に退官した。
1947年（昭和22年）11月28日、公職追放仮指定を受けた。

## 親族
- 娘婿 宮崎弘毅（主計中佐）[1]